# James Graham Goodenough
Pour les articles homonymes, voir Goodenough.
James Graham Goodenough est un officier de la Royal Navy. Il est né le 3 décembre 1830 près de Guildford dans le Surrey et mort le 20 août 1875, à bord du HMS Pearl (1855) (en) au large des côtes de l'Australie.
Il a servi comme commodore en Australie alors colonie britannique. Il est mort des suites des blessures infligées par des flèches empoisonnées lors d'une attaque par des indigènes des îles Santa Cruz.
Son nom a été donné à une île de Papouasie-Nouvelle-Guinée, l'île Goodenough.

## Référence
1. ↑  Australian Dictionary of Biography